# Santa Rosa Guachipilín

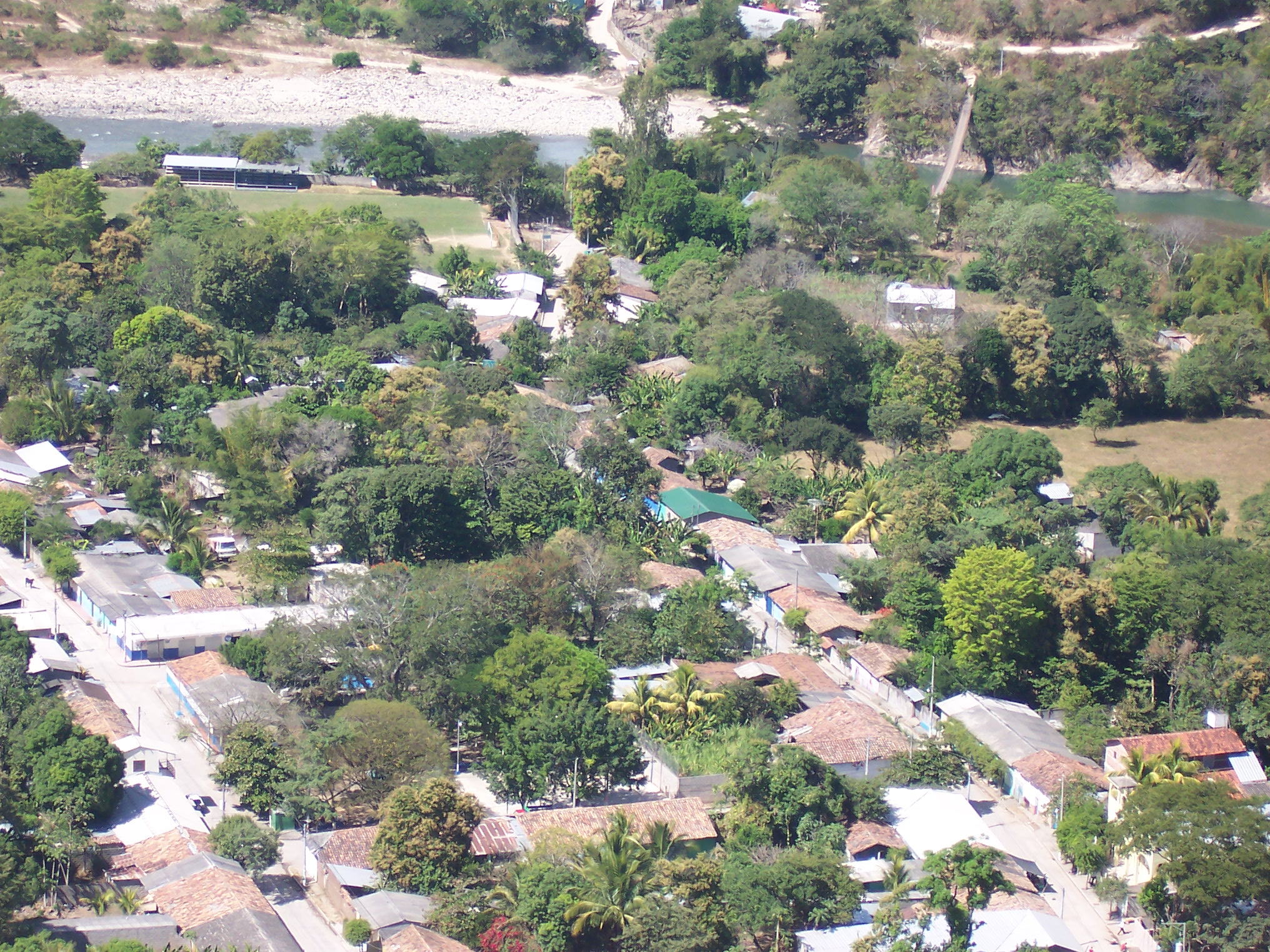
Vista parcial de Santa Rosa Guachipilín.

Santa Rosa Guachipilín é um município de El Salvador, pertencente ao Distrito de Metapán e ao departamento de Santa Ana.
Possui uma extensão territorial de 38.41 quilômetros quadrados e sua população era de 7 909 habitantes, de acordo com dados de 2007, do censo realizado no país. Para sua administração, divide-se em 6 cantões.

## Transporte
O município de Santa Rosa Guachipilín é servido pela seguinte rodovia:
- SAN-19, que liga a cidade ao município de Metapán
- SAN-21, que liga a cidade de Metapán ao município
- CA-03, que liga o distrito à cidade de Anamorós (Departamento de La Unión)
- SAN-34, que ligam vários cantões do município [1]